# Atwot (Ethnie)
Atwot, Atuot oder Reel sind eine Ethnie im Südsudan im Gebiet von Yirol im Eastern Lakes State. Sie gehören zur Volksgruppe der Dinka, einer nilotischen Ethnie. Sie bilden den Großteil der Bevölkerung im Payam Yirol West.

## Sprache
Die Atwot sprechen die Sprache Atwot (Thok Reel), welche erst 1987 durch die Arbeit des Anthropologen John Burton als separate Sprache vom Dinka anerkannt wurde. Es ist eine Westlich-Nilotische Sprache der Dinka-Nuer-Gruppe, eng verwandt mit der Nuer-Sprache und entfernter verwandt mit den Luo-Sprachen. SIL International schätzt die Zahl der Atuot-Sprecher auf ca. 50.000.
Atwot-Sprecher unterscheiden zwei Dialekte ihrer Sprache: Thok Reel Cieng Luai und Thok Reel Cieng Nhyam. Das Thok Reel Cieng Nhyam ist lexikalisch die eher konservative Form von beiden. Die meisten Atwot sind mindestens bilingual mit Dinka und Atwot.
Ein entscheidendes Merkmal der Sprache ist die Unterscheidung von drei kontrastiven Vokal-Längen.

## Kultur
Die Kultur der Atwot ähnelt in Vielem der Kultur ihrer Nachbarn. Wie die Dinka und Nuer, leben sie hauptsächlich als halb-sesshafte Rinderhirten. Mit ihren Herden entfernen sie sich nicht allzu weit von einem festen Zentrum. Es sind sieben Untergruppen der Atuot bekannt: Jilek, Luac, Jikeyi (Rorkec), Kuek, Apak, Akot and Ajong. Die Ajong beanspruchen einen eigene Dialekt zu sprechen, Thok-Ajong, eine harte Version des Thok Reel. Jikeyi und Kuek sprechen Thok Reel Cieng Nhyam. Die Luac, Jilek und Akot sprechen Thok Reel Cieng Luai. Die Apak sprechen Thong Apak, einen Dialekt des South Central Dinka.

### Atwot Country
Zur Zeit eines lokalen Dialekt Survey 1987 fand man ca. 24.700 Atwot. SIL schätzt jedoch, dass es 1998 mehr als 50.000 Atwot gab. Die Bevölkerung von Yirol West wurde bei der Zählung 2008 mit 103.190 angegeben, wobei nicht alle Einwohner des Gebiets Atwot waren.